# Mopki w Naruszewie
Mopki w Naruszewie (kod PLH140056) – specjalny obszar ochrony siedlisk sieci Natura 2000, zlokalizowany na terenie województwa mazowieckiego.
Obszar obejmuje powierzchnię 216,72 ha
Teren wyznaczony został w celu długotrwałego zabezpieczenia naturalnych siedlisk życia zagrożonego  wymarciem mopka (Barbastella barbastellus).